# Hreask, Manevîci
Hreask (în ucraineană Хряськ) este un sat în comuna Țminî din raionul Manevîci, regiunea Volînia, Ucraina.

## Demografie
Componența lingvistică a localității Hreask
     Ucraineană (100%)
Conform recensământului din 2001, toată populația localității Hreask era vorbitoare de ucraineană (100%).